# 翼與螢火蟲
《翼與螢火蟲》是日本漫畫家春田菜菜的作品，於集英社的少女漫畫雜誌《Ribon》2013年9月號開始連載。單行本全11卷。
以原作漫畫改編的動畫作品於《Ribon FESTA 2014》上公開上映，之後於東京電視網旗下的《Oha Suta（おはスタ）》頻道進行放送。

## 劇情簡介
高一生園川翼今年15歲。在春天在車站因為貧血而被學長所救，因此認定對方為真命天子而積極的追求對方，並做出如跟蹤狂般的行為。後來兒時玩伴友梨手受傷，進入籃球部幫忙。
之後向學長歸還毛巾時，發現之前搞錯人了！救了翼的人居然是籃球部的飛鷹顯！隱藏的命運,漸漸的散發出光芒……

## 登場人物

### 主要角色
園川翼（聲：伊藤加奈惠）
女主角。飛羽高校1年7班，後為2年6班，家裡有養鸚鵡，名字叫博士。
最喜歡照顧別人!有時候會做的太超過，做出讓人不好接受的舉動。
由於好朋友友梨的手受傷，開始進去籃球部幫忙。在那裡認識了顯他們，也進而發現顯才是在車站救了自己的人。
剛開學沒多久就跟蹤二年級的學長，結果錯過了和班上同學成為朋友的時機,不過在顯的加油打氣之下，開始努力的交朋友。
後來透過鳥羽的話才發現自己喜歡顯。夏日祭典時,鼓起勇氣向顯告白,但卻被煙火的聲音蓋住了沒被聽到......
在漫畫第13回中，向顯告白，但是怕給顯帶來困擾，所以和顯說沒有回應也沒關係。
在漫畫第39回中被飛鷹顯告白
飛鷹顯（聲：松岡禎丞）
男主角。飛羽高校1年2班，後為2年1班，暱稱小阿顯。話很少，人卻很貼心。不擅長和女生相處。
食量很大,唯獨小黃瓜不喜歡吃。
在夏日祭典時沒聽到翼的告白,但是多多少少也有意識到一點,從那之後開始在意翼。
曾經拒絕喜歡自己的大島。
在漫畫第39回中向園川翼告白
鳥羽結真（聲：櫻井孝宏）
飛羽高校1年3班，後和翼同為2年6班，年級裡最有名的帥哥。
觀察力敏銳，馬上就發現翼喜歡顯這件事，也常常給翼一些建議。從知道翼喜歡顯之後，就常常幫翼製造機會可以和顯兩人單獨相處，雖然如此，但本身對翼有些許好感。
家裡有兩個姊姊,常常告訴鳥羽所有人都帶著面具擁有另外一面，似乎也是因為在這樣的言語下長大而導致其對人十分有防心。
在漫畫第23回中，對翼告白。
烏丸吉成（聲：福島潤）
飛羽高校1年7班，和翼同班。後為2年1班，聲音很大，不懂得看氣氛。很會搞笑，講話很無厘頭，在團體中常常扮演炒熱氣氛的角色。
後和翼的好友舞原交往

### 翼的好友們
舞原
飛羽高校1年7班，和翼同班，後為2年1班，原本和光井就是好朋友，後來一起跟翼成為了好友
一開始和光井都是鳥羽的粉絲，但後來喜歡上了烏丸，情人節告白後順利交往
光井 滿
飛羽高校1年7班，和翼同班，後為2年1班，跟舞原、小翼是好朋友
雖然後期好友們都談戀愛了，但似乎對於戀愛還是不太感興趣？
三日月 蘭
飛羽高校1年7班，和翼同班的大美人。後又分到了和翼同班的2年6班，高一文化季中“Miss·Mr比賽”的Miss冠軍
喜歡鳥羽，雖然對其總是半是真心半是假意的態度，但面對他偶爾也會露出認真害羞的表情
蝶野友梨（聲：佐藤聰美）
飛羽高校2年7班。籃球部經理，後已高三而退役，和峰谷交往中。
大翼一歲的好朋友，冷靜理智，做事嚴謹，認真負責，但對翼很溫柔，很值得依靠。

### 籃球隊的其他隊員
蜂谷學長（聲：下野紘）
飛羽高校2年7班。籃球部部長，後已高三而退役，和友梨正在交往。
鳳學長
飛羽高校2年7班。籃球隊長，後已高三而退役。
園川 隼
翼的弟弟。後也成為了飛羽高校高一生，並進入了籃球部。
相馬陽菜（台譯：相馬雛）
一年後籃球部新進的一年級經理。
砂賀商高相馬的妹妹，目標是希望籃球部的各位打敗自己的哥哥。
個性鮮明，具有強烈自我主張。
鳶尾清正
籃球部的教練。飛羽高中籃球部舊生，新越大學二年級生。有時候會用「總之覺得很累」這樣的理由暫時不來練習，討厭輕浮的女生。

### 其他
大島琉璃
春榮高中的籃球部經理，顯和烏丸的國中同學，喜歡顯。
因為聽到鳥羽他叫顯單獨去翼家探病,所以裝病讓顯送自己回家。在回家的路途上向顯告白了,希望顯可以好好的考慮,但最後以「我和大島是朋友」這句話被顯拒絕。
杉山學長  聲：細谷佳正
曾經被翼誤以為是救她的人，因此被翼調查和跟蹤和告白但是覺得頗沈重，但自從拒絕翼後又覺得有失落感，於是跟翼告白，但最後得知是翼認錯人，覺得很受傷，然後在被鳥羽、烏丸和顯的誤會下離開。

## 出版書籍
| 卷數 | 集英社         | 集英社                 | 尖端出版      | 尖端出版                                           |
| 卷數 | 發售日期       | ISBN                   | 發售日期      | EAN / ISBN                                         |
| ---- | -------------- | ---------------------- | ------------- | -------------------------------------------------- |
| 1    | 2014年2月14日  | ISBN 978-4-08-856893-5 | 2015年2月10日 | EAN 4717702264185（特裝版）                        |
| 1    | 2014年2月14日  | ISBN 978-4-08-856893-5 | 2015年2月12日 | EAN 4717702264178                                  |
| 2    | 2014年4月15日  | ISBN 978-4-08-867022-5 | 2015年5月2日  | EAN 4717702264536                                  |
| 3    | 2014年9月12日  | ISBN 978-4-08-867340-0 | 2015年8月6日  | EAN 4717702267056（特裝版）                        |
| 3    | 2014年9月12日  | ISBN 978-4-08-867340-0 | 2015年8月7日  | EAN 4717702267070                                  |
| 4    | 2015年3月13日  | ISBN 978-4-08-867362-2 | 2016年4月6日  | ISBN 978-957-106-547-2                             |
| 5    | 2015年5月25日  | ISBN 978-4-08-867386-8 | 2016年8月15日 | ISBN 978-957-106-810-7                             |
| 6    | 2015年12月25日 | ISBN 978-4-08-867398-1 | 2017年5月9日  | ISBN 978-957-107-419-1                             |
| 7    | 2016年4月25日  | ISBN 978-4-08-867411-7 | 2017年8月10日 | EAN 4712966352258（特裝版）                        |
| 7    | 2016年4月25日  | ISBN 978-4-08-867411-7 | 2017年8月11日 | ISBN 978-957-107-609-6                             |
| 8    | 2016年9月23日  | ISBN 978-4-08-867429-2 | 2017年10月6日 | EAN 4712966353088（特裝版） ISBN 978-957-107-697-3 |
| 9    | 2017年2月24日  | ISBN 978-4-08-867448-3 | 2018年2月1日  | EAN 4712966353392（特裝版） ISBN 978-957-107-952-3 |
| 10   | 2017年7月25日  | ISBN 978-4-08-867468-1 | 2018年4月10日 | ISBN 978-957-108-025-3                             |
| 11   | 2017年12月25日 | ISBN 978-4-08-867481-0 | 2018年8月17日 | ISBN 978-957-108-199-1                             |

## 動畫

### 製作團隊
- 原作 - 春田菜菜
- 監督 - 今千秋[1]
- 腳本 - こんちあき[1]
- 音樂 - MEG.ME[4]
- 美術監督 - 黒田友範
- 編輯 - 西山茂
- 動畫製作人 - 松倉友二
- 動畫製作 - J.C.STAFF[1]

### 主題曲
片頭曲《Wings and fireflies》（つばさとホタル）
作曲･編曲 - 酒井陽一/作詞- Noria/演唱 - 伊藤加奈惠

### 配音員
- 園川翼：伊藤加奈惠
- 友梨：佐藤聰美
- 飛鷹顯：松岡禎丞
- 鳥羽結真：櫻井孝宏
- 烏丸吉成：福島潤
- 杉山先輩：細谷佳正
- 蜂谷先輩：下野紘

## 外部連結
- りぼん わくわく☆ステーション れんさい作品紹介『つばさとホタル』 （页面存档备份，存于）（日語）